# Hiroshi Kiyotake
Hiroshi Kiyotake (Ōita, Prefectura d'Ōita, Japó, 12 de novembre de 1989) és un futbolista professional japonès que juga com a migcampista ofensiu pel Cerezo Osaka.

## Selecció japonesa
Hiroshi Kiyotake ha disputat 12 partits amb la selecció japonesa.
El 12 de maig de 2014 s'anuncià la seva inclusió a la llista de 23 jugadors de la selecció japonesa per disputar el Mundial de 2014 al Brasil. Els dorsals van ser anunciats el 25 de maig.